# Square Flandres (métro de Lille)
Square Flandres  est une station de métro française de la ligne 1 du métro de Lille. Située à Lille, dans la ville-associée Hellemmes-Lille, elle permet de desservir le cimetière d'Hellemmes.
Mise en service en 1983, sous le nom « Lezennes », elle est renommée « Square Flandres » du nom d'une résidence proche le 6 mars 2017.

## Situation
Première station dans la commune de Lille en partant de la station Quatre Cantons - Stade Pierre-Mauroy à Villeneuve-d'Ascq, la station dessert la commune associée à Lille, Hellemmes-Lille.
Elle est située sur la ligne 1 entre les stations Pont de Bois et Mairie d'Hellemmes respectivement à Villeneuve-d'Ascq et à Lille.

## Histoire
La station est inaugurée le jour du passage de François Mitterrand, le 25 avril 1983, sous le nom « Lezennes ».
Des travaux sont mis en place en 2015 pour le prolongement des quais. Avec les nouvelles lois en vigueur pour les bâtiments accueillant du public, deux accès supplémentaires sont insérés. Avant de percer les passages pour les accès, les entreprises de construction devaient connaître les parcours exacts des nombreux câbles et canalisations sous les trottoirs. Le chantier s'est terminé avec la réfection des trottoirs. Ses quais vont être allongés pour atteindre 52 mètres afin d'accueillir des rames de quatre voitures et ces travaux devraient s'achever en 2018.
Jusqu'au 6 mars 2017 elle porte le nom de la ville voisine de Lezennes, ce qui prête à confusion car elle ne la dessert pas (en effet il faut environ vingt minutes à pied pour rejoindre cette station « Lezennes » à la ville homonyme). À partir de cette date, pour mettre fin à cette confusion, la station est renommée pour s'appeler « Square Flandres ».

## Service aux voyageurs

### Accueil et accès
La station est accessible depuis la rue Roger-Salengro, une des artères principales d'Hellemmes.
Elle a la particularité d'avoir les accès à ses deux quais séparés de part et d'autre de la rue Roger-Salengro (comme la station Montebello sur la ligne 2), sans l'étage intermédiaire habituel. Néanmoins les deux côtés ne sont pas identiques. Côté pair de la rue, la station est entièrement souterraine, tandis que du côté impair, la station est d'abord dans un bâtiment implanté parmi les maisons.
- Architecture intérieure

"Architecture
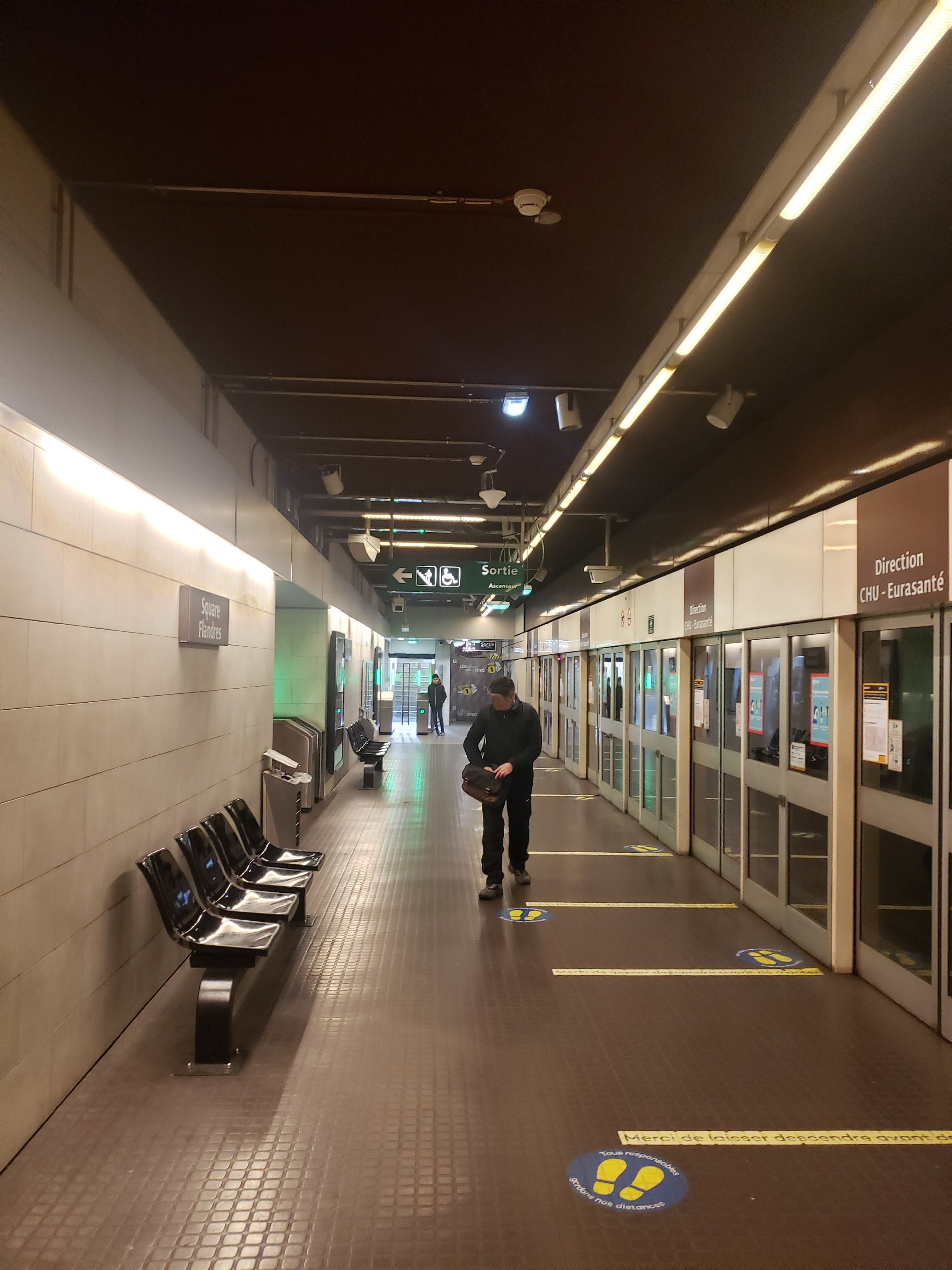
Quai en direction de CHU - Eurasanté

### Intermodalité
Une station V'Lille est située à proximité de la station.
En dehors des heures de fonctionnement du métro, la station est desservie par la ligne de nuit N1.

## L'art dans la station
La station n'a pas d'œuvre d'art, car sa décoration était jugée suffisante.

## À proximité
- Le cimetière d'Hellemmes